# نبیل مسکین‌یار
نبیل غمین مسکین‌یار مالک تلویزیون آریانا افغانستان است که از کالیفرنیا آمریکا برنامه پخش می‌کند. این تلویزیون در آغاز دارای چند برنامه بوده که صرف منحصر به مناطق ایالات متحده آمریکا بود. پس از سقوط طالبان در سال ۲۰۰۱ این تلویزیون برنامه‌های خویش‌را توسعه داده و به سطح جهانی انتشارات برنامه را حاصل نموده‌است. دفتر اصلی او واقع در کالیفرنیا است و دفترهایی دیگر در شهرهای سان فرانسیسکو، هامبورگ و دوبی دارد.

## زندگی‌نامه
نبیل در۲۶ سپتامبر ۱۹۴۸ (میلادی) درشهر کابل در میان خانواده‌ای روشنفکر و متوسط زاده شد. او دوره عالیه تحصیل خویش‌را در لیسه حبیبیه به اتمام رسانیده مدتی را به دلیل فراگیری هنر روزنامه‌نگاری در شهر مسکو سپری نمود. پس از تحولات سیاسی سال ۱۳۵۷ مسکین‌یار به کشور آمریکا پناهنده سیاسی شد. او دیپلم استادی خویش‌را در رشته سیاسی از دانشگاه تگزاس بدست آورد.